# 富士川町

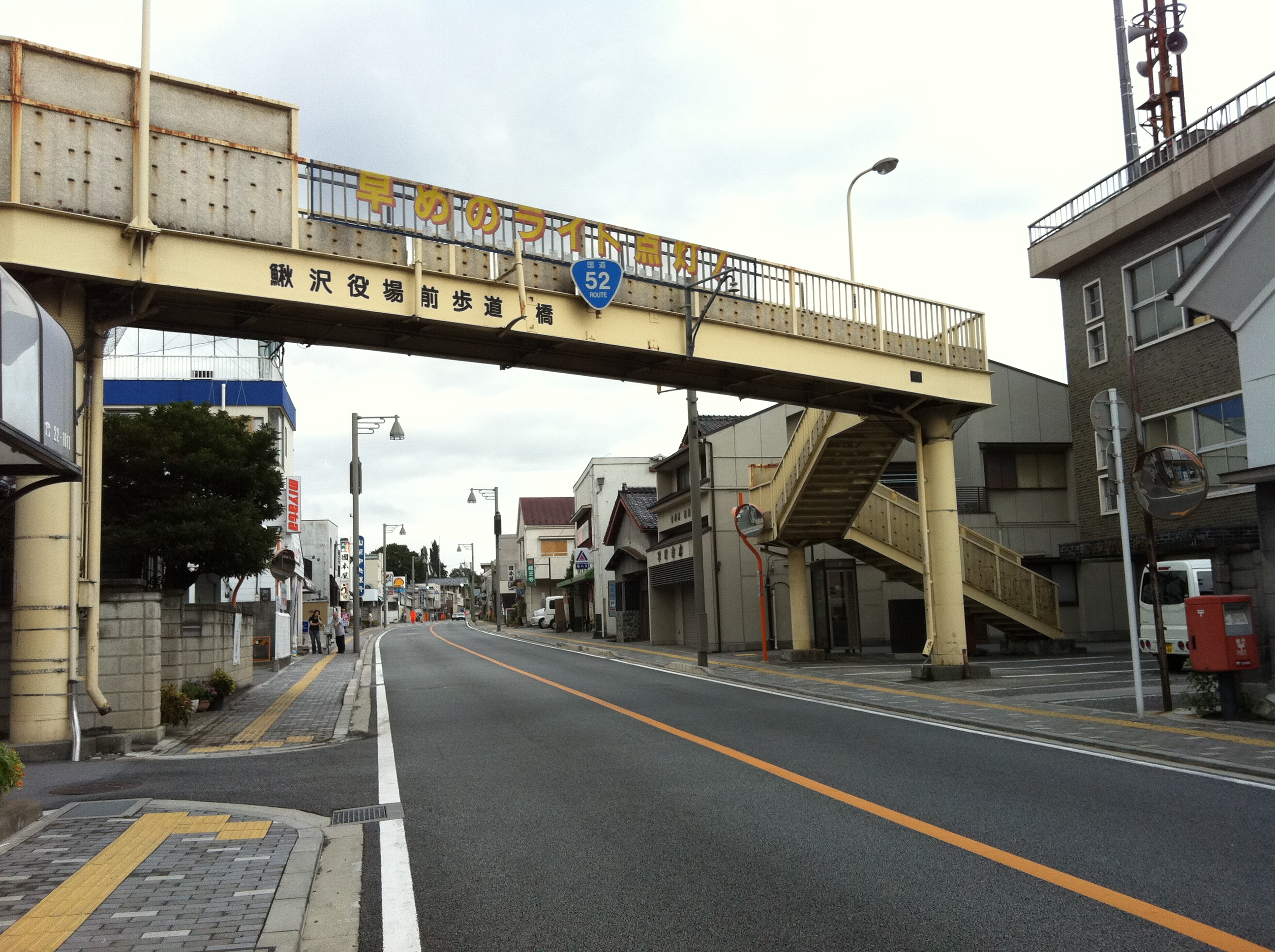
山梨県道42号（旧国道52号、旧鰍沢町役場前）

富士川町（ふじかわちょう）は、山梨県南巨摩郡に属する町。甲府盆地の南西に位置する広域交通の要衝である。国中地方に含まれる。

## 地理

### 位置
南巨摩郡の北側に位置し、西側に日本二百名山の一つ櫛形山がそびえ、東側に日本三大急流の一つ富士川が流れる。

### 地形

#### 山地
主な山
- 櫛形山

#### 河川
主な川
- 富士川 - 日本三大急流の1つ。

### 地域
- 増穂（ますほ） - 旧増穂町
- 鰍沢（かじかざわ） - 旧鰍沢町

### 人口
| 富士川町（に相当する地域）の人口の推移 \| 1970年（昭和45年） \| 19,864人 \| \| \| 1975年（昭和50年） \| 19,234人 \| \| \| 1980年（昭和55年） \| 18,815人 \| \| \| 1985年（昭和60年） \| 18,656人 \| \| \| 1990年（平成2年） \| 18,170人 \| \| \| 1995年（平成7年） \| 17,629人 \| \| \| 2000年（平成12年） \| 17,544人 \| \| \| 2005年（平成17年） \| 17,405人 \| \| \| 2010年（平成22年） \| 16,307人 \| \| \| 2015年（平成27年） \| 15,294人 \| \| \| 2020年（令和2年） \| 14,219人 \| \| |          |  |
| 総務省統計局 国勢調査より |          |  |
| 1970年（昭和45年） | 19,864人 |  |
| 1975年（昭和50年） | 19,234人 |  |
| 1980年（昭和55年） | 18,815人 |  |
| 1985年（昭和60年） | 18,656人 |  |
| 1990年（平成2年） | 18,170人 |  |
| 1995年（平成7年） | 17,629人 |  |
| 2000年（平成12年） | 17,544人 |  |
| 2005年（平成17年） | 17,405人 |  |
| 2010年（平成22年） | 16,307人 |  |
| 2015年（平成27年） | 15,294人 |  |
| 2020年（令和2年） | 14,219人 |  |

### 隣接する自治体
山梨県
- 南アルプス市
- 西八代郡（市川三郷町）
- 南巨摩郡（身延町・早川町）

## 歴史

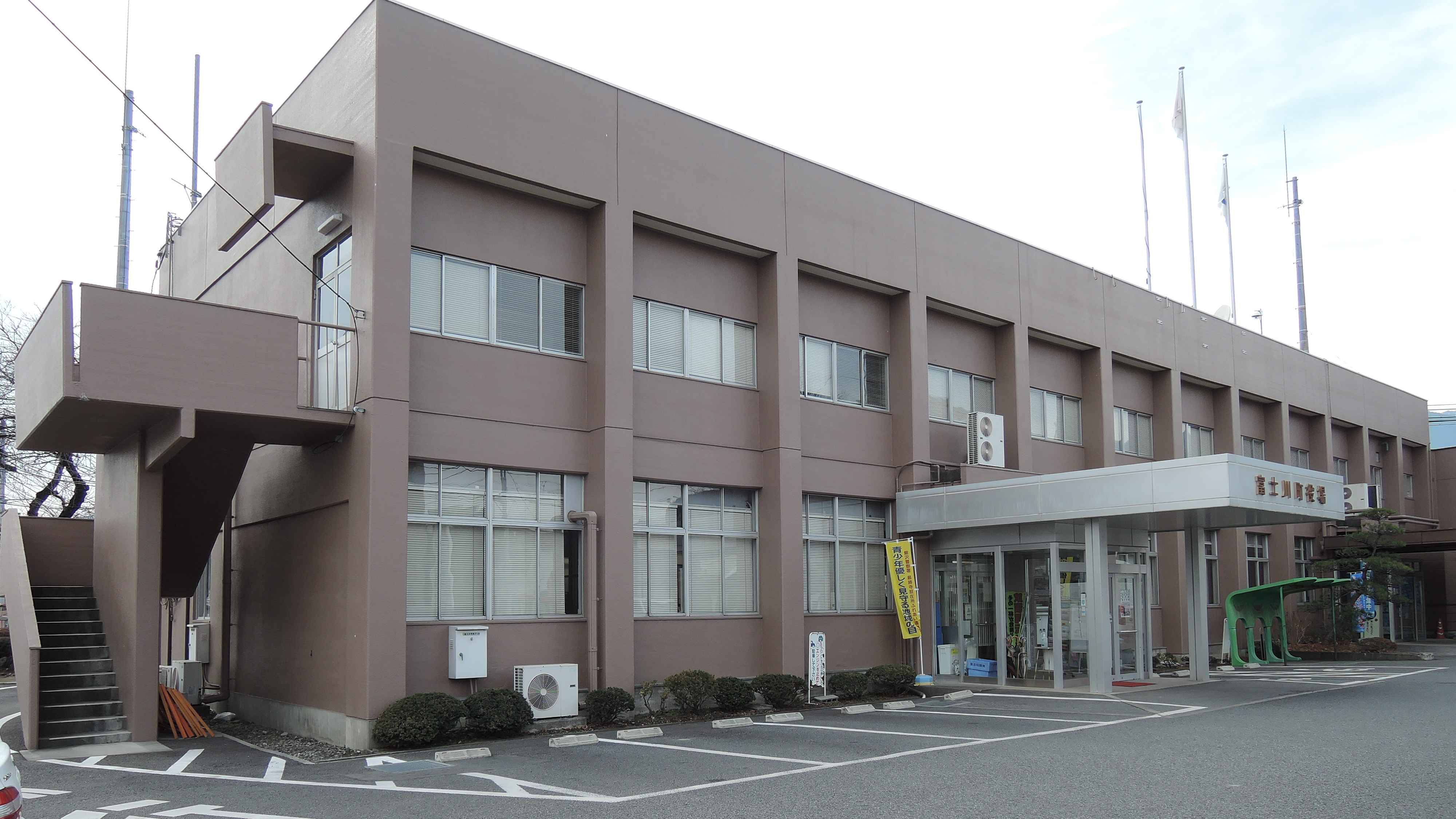
旧富士川町役場（2014年1月）

### 沿革

#### 平成
- 2010年（平成22年）3月8日 - 増穂町・鰍沢町が合併して富士川町が発足する。
- 2012年（平成24年） - イメージキャラクターが提案されてマスコットの桜柚波（さゆは）が誕生した。
- 2014年（平成26年）2月14日～15日 - 関東地方記録的大雪で富士川町で130cmの積雪を観測[2]。
- 2015年（平成27年）3月31日 - 町立増穂西小学校が閉校する[3]。

#### 令和
- 2021年（令和3年）11月17日 - 当時町長であった志村学が官製談合防止法違反などの疑いで逮捕された[4]。
- 2022年（令和4年）3月31日 - 山梨県立増穂商業高等学校が県の高校再編により閉校。これにより町内に高等学校が所在しないこととなった。
- 2023年（令和5年）1月4日 - 富士川町役場新庁舎に全課の移転が完了し業務開始[5]。

## 政治

### 行政

#### 町長
- 望月利樹（2022年1月 - 現職、1期目）

#### 合併
合併協議
南巨摩郡増穂町、鰍沢町と西八代郡市川大門町、三珠町、六郷町の5町は合併に向けて2001年（平成13年）に合併研究会を設置した。翌年には任意協議会を設置したが、増穂町が2003年（平成15年）2月に実施したアンケートではこの年の4月に誕生する南アルプス市との合併を望む声が多く、任意協議会で組んでいた4町との合併については反対が賛成を上回ったため、3月に協議会を離脱。残る4町で合併が協議されたが、鰍沢町が離脱した増穂町との合併を望んだことから協議会は解散した。
協議会を離脱した増穂町は南アルプス市に合併協議を申し入れたが、南アルプス市は合併したばかりということで凍結を申し入れ破綻する。一方、増穂町議会の中には鰍沢町との合併を望む議員もおり、南アルプス市との合併にこだわる町長側と鰍沢町との合併を推進する町議会側で対立。2004年（平成16年）に鰍沢町との合併の是非を問うアンケートがとられ、その結果わずかながら反対が賛成を上回ったため、将来的に南アルプス市との合併を視野に入れつつ単独町制を継続することを決定した。これに対し鰍沢町と増穂町議会は鰍沢町との合併を模索し続け、増穂町長に再三合併協議会の設置を申し入れたが増穂町長はアンケート結果を理由に受け入れなかった。
県内の他市町村が次々と合併していく中、増穂町と鰍沢町は膠着状態が続いていたが、2007年（平成19年）に行われた増穂町長選挙で合併推進派の新人候補が当選したことにより急展開する。翌年に増穂町議会は増穂町長に対し合併協議会の設置を申し入れ、町長はすぐに了承。8月に鰍沢町との合併協議会が設置され、公募と協議の結果新町名は富士川町に決定。途中、合併反対派の一部増穂町民が増穂町長に対してリコール運動を展開するが署名不足で成立せず。2008年（平成20年）10月31日まで、静岡県に同じ名前の町が存在（現：富士市）したが法律上規制されるものでなく、2009年（平成21年）6月5日に合併調印がなされ、同年11月10日に官報告示された。
なお、この合併により日本の町の数が市の数を下回った。

## 施設

### 警察
警察署
- 山梨県警察 鰍沢警察署

### 消防
本部
- 峡南広域行政組合消防本部

消防署
- 北部消防署（西八代郡市川三郷町下大鳥居27）

分駐所
- 増穂分駐所（南巨摩郡富士川町天神中条28-1）

### 医療
主な病院
- 峡南医療センター富士川病院
- 峡南病院

## 経済

### 第三次産業

#### 商業
主な商業施設
- フォレストモール富士川 - ショッピングセンター

### 拠点を置く企業
- 旭食品
- 富士川シーエーティーヴィ

## 情報・通信

### マスメディア

#### 放送局
テレビ
- 富士川CATV

## 教育

### 専修学校
県立
- 峡南高等技術専門学校

### 中学校
町立
- 富士川町立富士川中学校

### 小学校
町立
- 富士川町立鰍沢小学校
- 富士川町立増穂小学校
- 富士川町立増穂南小学校

### 特別支援学校
県立
- 山梨県立わかば支援学校 ふじかわ分校

### その他の学校
- きょうなん自動車教習所

### 研究機関
- 山梨県森林総合研究所

## 交通

### 鉄道
町内に鉄道路線は走っていない。過去には山梨交通電車線が通っていたが、合併前に廃止されている。
JR身延線の鰍沢口駅は隣接する市川三郷町に所在するが、駅前を通る県道402号を挟んで富士川町域と接しており、周辺の町名も「駅前通1丁目・2丁目」となっている。

### バス

#### 高速バス
新宿駅方面へ直通する中央高速バスが1日6便往復運行しているが、うち3便は令和6年11月現在運休中である。
中央高速バス
- 身延駅 - 身延山 - 五開入口 - 鰍沢 - 青柳 - 元八王子BS - バスタ新宿
  - 富士川町内のバス停から乗車できるのは新宿・八王子方面のみであり、身延方面への移動に利用することはできない。
  - 中央高速バスの鰍沢バス停および青柳バス停は路線バスのバス停と別の場所にあるため注意が必要。

### 路線バス
山梨交通鰍沢営業所から市街地を縦貫し甲府駅方面へ向かう山梨交通の路線バスが1時間につき1 - 2本（ラッシュ時は3 - 4本）走っているほか、自治体バスとして富士川町営バスが、山梨交通鰍沢営業所（過去には山交タウンコーチ）に委託する形で富士川町コミュニティバス・富士川町ホリデーバスが走っている。
- 44系統：（十五所経由）甲府駅 - 小笠原 - 追分 - 鰍沢営業所線
- 45系統：（十五所経由）一高前 - アルプス通り - 小笠原 - 追分 - 鰍沢営業所線 (High Schoolライナー)
- 47系統：（西野経由）県立中央病院 - 甲府駅 - 西野 - 追分 - 鰍沢営業所線
- 53系統：（南湖経由）県立中央病院 - 甲府駅 - 花輪 - 追分 - 鰍沢営業所線

### コミュニティバス
富士川町町営バス
- まほらの湯 - 富士川町役場前 - 富士川病院 - 富士川町教育文化会館前 - 鰍沢営業所 - 箱原 - かじかの湯 - 十谷観光駐車場
  - 2014年6月30日をもって定期運行を終了し、翌7月1日からデマンドバスへ転換された。

富士川町コミュニティバス
- 青洲高校前 - 市川大門駅 - 甲西道路入口 - 富士川町役場 - 増穂商業高校正門 - 富士川病院 - 鰍沢営業所 - 鰍沢口駅
  - 山梨交通鰍沢営業所へ運行委託。
  - 土休日と年末年始は運休。
  - 市川三郷町内は下大鳥居・市川大門駅・青洲高校前以外にバス停は設置されていない。
  - 全区間一律200円。交通系ICカード（SuicaやPASMOなど）が使える。山梨交通ICカード定期券（PASMO定期券）を利用して乗車することも可能。

定時定路線運行
- 増穂中学校 - 青柳車庫 - 旧増穂町役場 - 小室 - 南小前
- 増穂中学校 - 青柳車庫 - 旧増穂町役場 - 平林
  - 平日のみ運転。

富士川町ホリデーバス
- 十谷線：鰍沢口駅 - 鰍沢営業所 - 鰍沢中学校 - 五開入口 - 箱原 - かじかの湯 - 十谷入口
- 小室線：鰍沢口駅 - 鰍沢営業所 - フォレストモール南 - 甲西道路入口 -富士川町役場 - 増穂商業高校正門 -教習所前 - 小室
- 平林線：鰍沢口駅 - 甲西道路入口 - 富士川町役場 - 増穂小学校 - 大久保 - 新梨 - 平林公民館 - 平林
  - 山梨交通鰍沢営業所へ運行委託。
  - 土休日に運転。ただし、年末年始は運休。
  - 全区間一律200円(小人100円)。交通系ICカード（SuicaやPASMOなど）が使える。
  - 町内の65歳以上の高齢者・障害者・小中学生は運賃無料。年齢を証明できる身分証明書や学生証などの提示が必要。

### 道路
町域を縦貫する形で国道52号が、旧増穂町から笛吹市方面へ国道140号が通っている。国道52号は甲府盆地と峡南（河内）地域および静岡県を結んでおり、古くから輸送の要であった事から現在も大型自動車の往来が多い。そのため近年では市街地を避ける形で甲西道路が建設されたほか、中部横断自動車道が建設され、町内には増穂IC、増穂PA、富士川TBが設置されている。

#### 高速道路

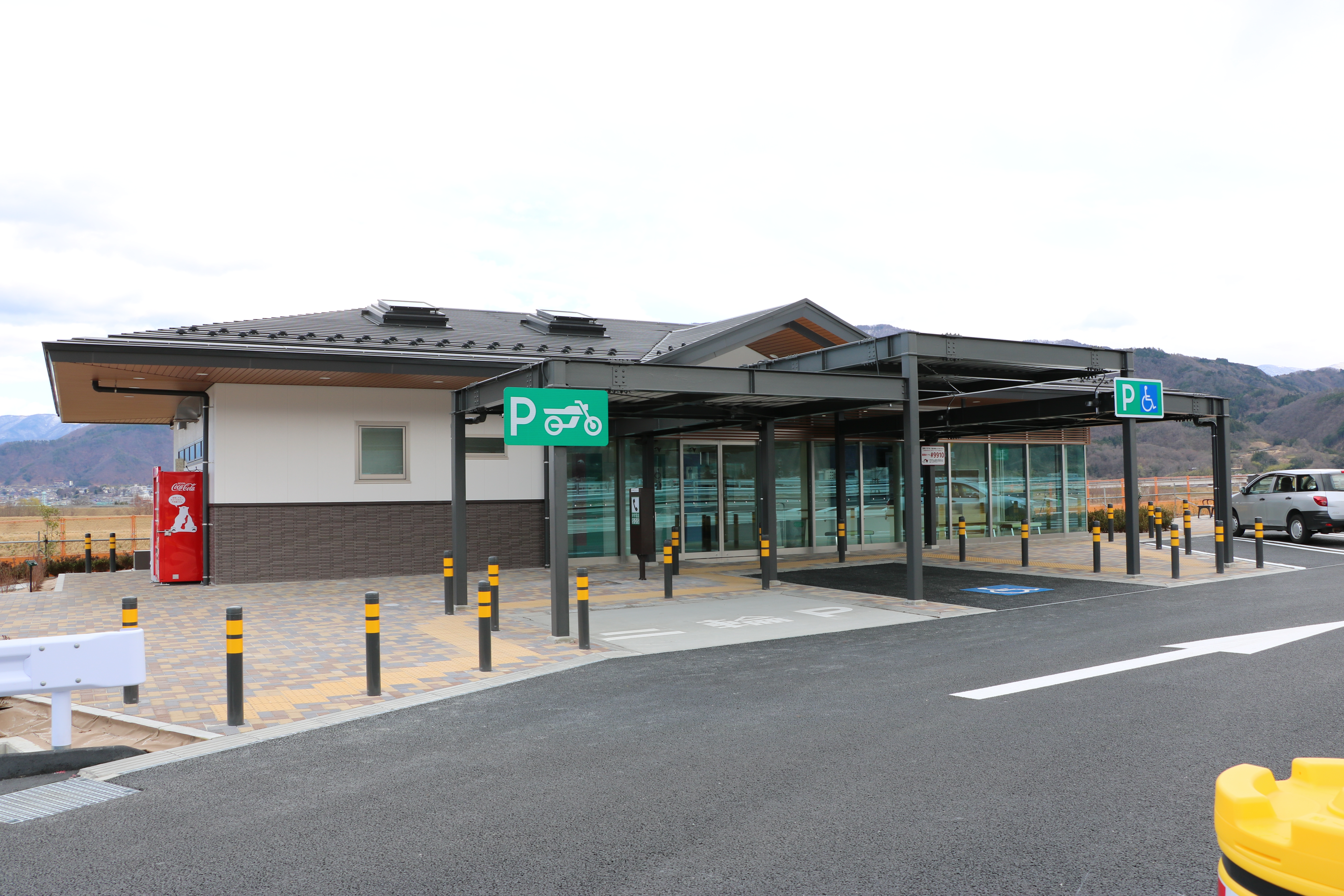
増穂PA

- E52 中部横断自動車道
  - 増穂IC
  - 増穂PA
    - 下り線（双葉JCT方面）は駐車場しか設置されておらず、トイレや店舗は隣接する道の駅富士川の施設を利用する形となる。

  - 富士川TB

#### 国道
- 国道52号
  - 甲西道路
- 国道140号

#### 県道
- 山梨県道4号市川三郷富士川線
- 山梨県道26号富士川南アルプス線
- 山梨県道42号韮崎南アルプス富士川線
- 山梨県道407号十谷鬼島線
- 山梨県道413号平林青柳線
- 山梨県道420号高下鰍沢線

### 道の駅

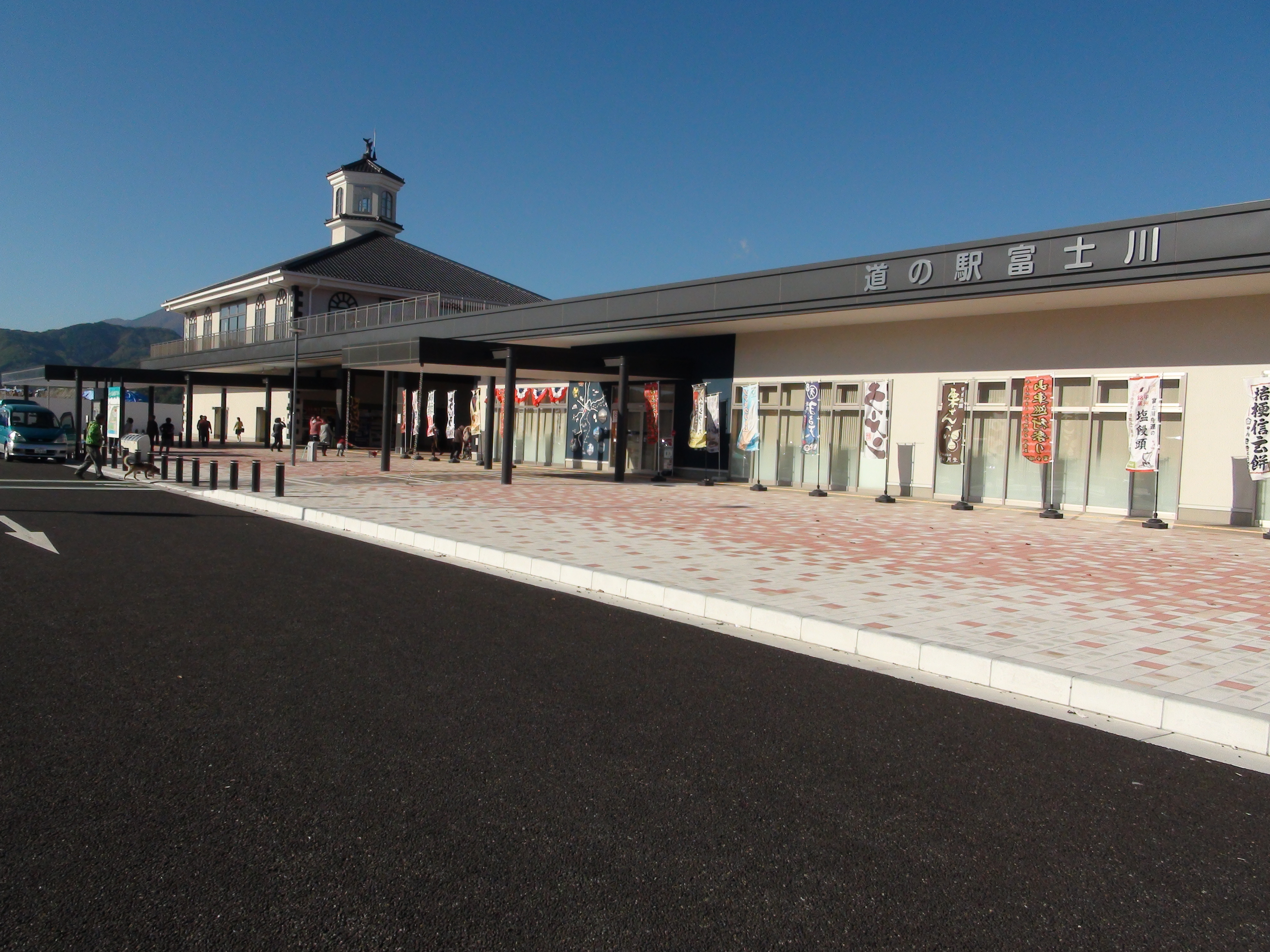
道の駅富士川

- 道の駅富士川（中部横断自動車道の下り線増穂PAからも利用できる）

## 観光

### 文化財・文化施設
資料館
- 富士川町民俗資料館(太鼓堂)[注釈 2]。

主な寺院
- 懸腰寺
- 最勝寺 - 忍性が開いたとの伝説がある。
- 昌福寺 - この寺の一道院日法が霊元上皇の重病を加持祈祷で治したと伝わる。
- 妙善寺
- 妙法寺 - 県下最大級の山門とあじさいで知られる。

### 観光スポット
公園
- 大法師公園 - 日本さくら名所100選に選定されている。

娯楽施設
- テアトル銀嶺 - 映画館（1950年～昭和30年代）
- 青柳南嶺劇場 - 映画館（1946年～1987年）

温泉
- 赤石温泉

## 企業
- はくばく - 最勝寺(旧：増穂町最勝寺)に本店(山梨本社は中央市)がある。

## 出身関連著名人
- 日興 - 日蓮の弟子、興門流祖。
- 秋山秋紅蓼
- 石井精一 - 洋画家。
- 米長邦雄 - 将棋棋士。永世棋聖。
- 米長晴信 - 元参議院議員。元フジテレビ記者。
- 神永学 - 小説家。著書に心霊探偵 八雲シリーズなど。
- 深井正樹 - サッカー選手。
- 長谷川悠 - サッカー選手。
- 柏好文 - サッカー選手。

### キャラクター
- 桜柚波（さゆは） - 2012年誕生[7]。
- ゆずにゃん -2021年誕生[8]。

## 富士川町を舞台とした作品

### 浮世絵
- 甲州石班澤 - 葛飾北斎の富嶽三十六景の1つ。鰍沢がモデルである。

### 映画
- 映画 ゆるキャン△ - 主要人物達が、髙下地区にキャンプ場を作ろうと奮闘する。

## 広報・公聴

### 町の花・木・鳥・歌[9]
- 町の花「さくら」
- 町の木「ゆず」
- 町の鳥「ハト」
- 町の歌「明日を生きる」 - この曲は合唱にもなっていて、富士川町公式YouTubeチャンネルで公開されている[10]。